# أسماك لخ العاصي
أسماك اللخ العاصي أو سمك اللخ المشرقي (الاسم العلمي:  Cobitis levantina) هي أحد أنواع شعاعيات الزعانف من فصيله أسماك اللخ. تتواجد في سوريا وتركيا ولبنان على حوض نهر العاصي. موطنها الطبيعي هو الأنهار والأنهار المؤقتة والأراضي المروية. وهي الآن مهددة بالانقراض بسبب دمار المسكن الطبيعي.